# لورانس كارمايكل إيرل
لورانس كارمايكل إيرل (بالإنجليزية: Lawrence Carmichael Earle)‏ هو رسام أمريكي، ولد في 11 نوفمبر 1845 في نيويورك في الولايات المتحدة، وتوفي في 20 نوفمبر 1921.